# Chengdu Stadium

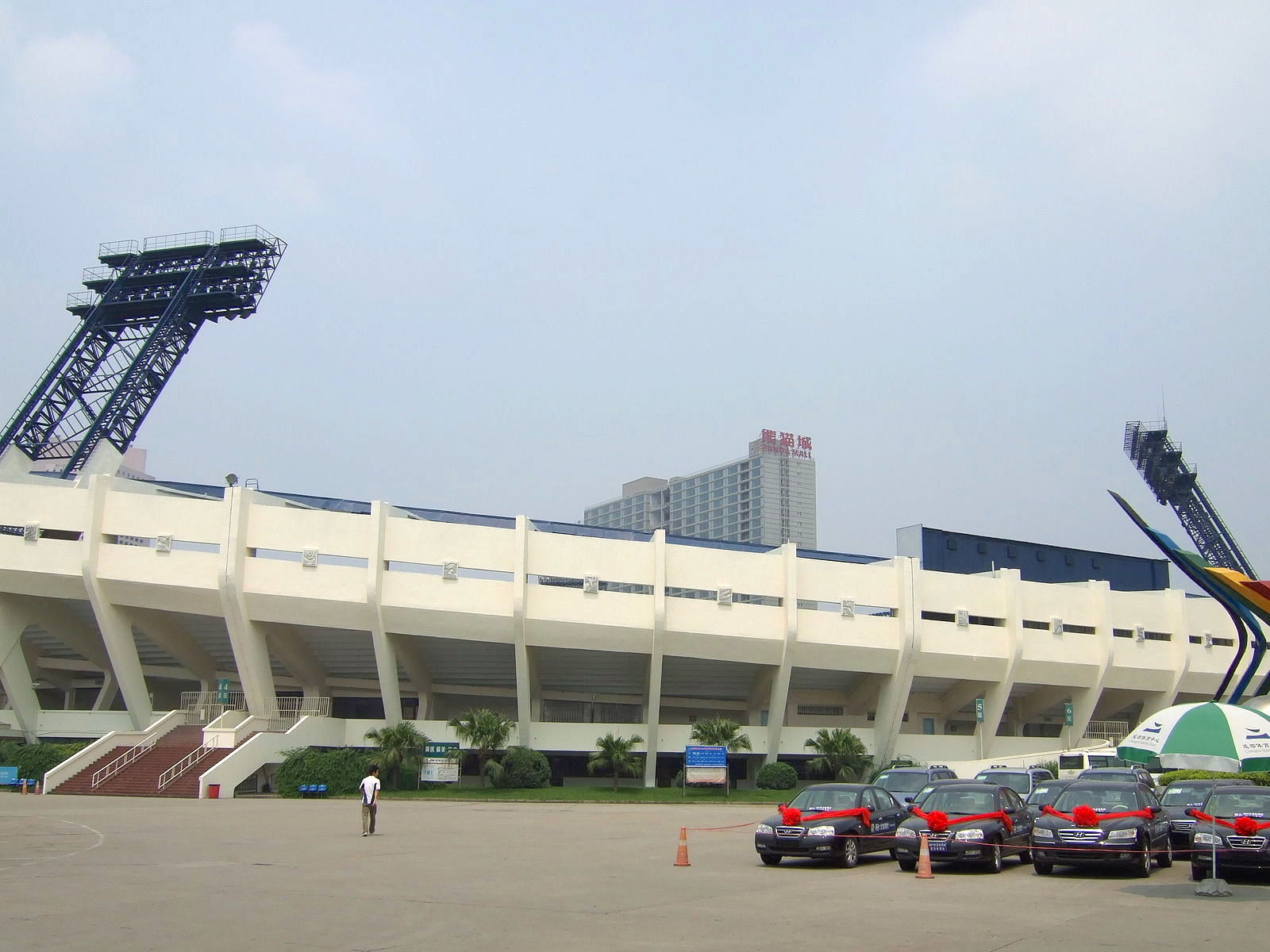
Chengdu Sports Centre

Chengdu City Sports Centre (chinês simplificado: 成都市 体育 中心) ou Sichuan Provincial Sports Centre (chinês simplificado: 四川省 体育 中心) é uma arena multi-uso em Chengdu, China, que é atualmente usada principalmente para partidas de futebol.
O estádio tem capacidade para 42.000 pessoas, e é a casa do Chengdu Blades, um clube de futebol da China League One, segunda divisão chinesa.
Foi uma das sedes para a fase de grupos da Copa do Mundo de Futebol Feminino de 2007. Ela acolheu seis jogos no total.